# Миранов, Ладислав
Ладислав Миранов (хорв. Ladislav Miranov, наст. фамилия Шкатула, чеш. Škatula; 14 августа 1900, Голоубков — 1987, Загреб) — хорватский скрипач, альтист и музыкальный педагог.
В 1919 году участвовал в создании Загребского квартета как альтист, будучи, в отличие от трёх других основателей коллектива, не преподавателем, а ещё только учащимся Загребской музыкальной академии. После первого же сезона уступил место Драгутину Араню, но затем вернулся в квартет уже в роли первой скрипки (1928—1937). 15 мая 1926 года трансляцией Первой сонаты Бетховена для скрипки и фортепиано в исполнении Миранова и пианиста Младена Позайича Загребское радио открыло своё музыкальное вещание.
В послевоенные годы больше занимался преподаванием и методикой. В 1957—1961 годах преподавал в Белградском университете искусств. Опубликовал исследование «Методика преподавания скрипки и альта: Исторический очерк» (хорв. Metodika violine i viole: (historijski pregled); 1964).